# Chaba Fadela
Chaba Fadela (Orán, Argelia, 5 de febrero de 1962) su nombre de nacimiento es Fadela Zalmat es una actriz y cantante argelina.
Criada en un barrio pobre, protagonizó la película argelina Djalti a la edad de 14 años. Inició su carrera musical como cantante en la banda de Boutiba S'ghir, grabó con el productor Rachid Baba Ahmed a finales de los años setenta. Fue la primera mujer en desafiar la prohibición de las mujeres que cantan en clubes, y rápidamente alcanzó un gran éxito en Argelia.

## Biografía
Fue una de las primeras estrellas de la era moderna de Rai en Argelia. Al combinar los ritmos occidentales y la tecnología electrónica con el lirismo abierto y de mentalidad de protesta de Rai, Fadela atrajo la atención internacional a finales de los 70 y principios de los 80. Su single, "Ana Ma H'Lali Ennoun (No me gusta dormir)", fue un gran éxito en Argelia en 1979, al igual que su dueto con su esposo, Cheb Sahraoui, "N'sel Fik (Tú eres mío) ", en 1983. Fadela y Sahraoui han seguido tocando y grabando juntos.
Fadela y Sahraoui realizaron giras internacionales y grabaron ampliamente en la década de 1980, con más éxito. Mientras estaban en Nueva York en 1993, grabaron el álbum Walli con el productor y multinstrumentista Bill Laswell. Se trasladaron de Argelia a Francia en 1994.
A finales de la década de 1990, la relación profesional y personal entre Fadela y Sahraoui se rompió, y desde entonces Fadela ha seguido trabajando como cantante solista.

## Discografía
| #  | Álbumes                                                                                | Discográfica            | Año  |
| -- | -------------------------------------------------------------------------------------- | ----------------------- | ---- |
| 1  | Chaba Fadila (Cass, Album)                                                             | MCPE                    | 1983 |
| 2  | شابة فظيلة = Fadela                                                                    | Attitude                | 1986 |
| 3  | Chab Sahraoui* Et Chaba Fadila (Cass, Album)                                           | MCPE                    | 1986 |
| 4  | You Are Mine (Cass, Album)                                                             | Island Records          | 1987 |
| 5  | Chaba Fadela And Cheb Sahraoui - Hana Hana                                             | Rachid & Fethi          | 1988 |
| 6  | Fadela*, Sahraoui* - Le Duo RaÏ En 24 (Cass, Album)                                    | Editions Rachid & Fethi | 1989 |
| 7  | Chab Sahraoui* And Chaba Fadela - ★ Live ★ " In New York" - "Feel My Hurt" (CD, Album) | Aladin Le Musicien      | 1989 |
| 8  | Cheb Sahraoui & Chaba Fadela - N'Sel Fik                                               | Blue Silver             | 1992 |
| 9  | Fadela* & Sahrawi* - Walli (CD, Album)                                                 | Rounder Records         | 1993 |
| 10 | Chaba Fadela / Cheb Sarhaoui* - LIve (CD, Album)                                       | Terrascape              | 1996 |
| 11 | Ouach Khammamat (CD, Album)                                                            | Créon Music             | 1997 |
| 12 | Cheb Sahraoui Et Chaba Fadela - Cheb Sahraoui Et Chaba Fadela                          | MCPE                    | 2001 |
| 13 | Sahraoui* et Fadela* - Sahraoui et Fadela (CD, Album)                                  | Aladin Le Musicien      |      |
| 14 | Chaba Fadila (Cass, Album)                                                             | MCPE                    |      |
| 15 | Sahraoui* et Fadela* - Sahraoui et Fadela (Cass, Album)                                | Editions Rachid & Fethi |      |
| 16 | Chaba Fadela, Cheb Sahraoui - Walli (Cass, Album)                                      | Nabilophone             |      |